# Кліфф Макбрайд
Кліфф Макбрайд (англ. Cliff McBride, 1 січня 1909, Торонто — 17 лютого 1999, Помпано-Біч) — канадський хокеїст, що грав на позиції захисника.

## Ігрова кар'єра
Хокейну кар'єру розпочав 1926 року виступами за команду «Іроквой Фоллс Ескімос».
Усю професійну клубну ігрову кар'єру, що тривала 12 років, Макбрайд провів, захищаючи кольори команд нижчих ліг таких як ІХЛ та Кан-Ам. У сезоні 1929–30 відіграв одну гру за клуб НХЛ «Торонто Мейпл-Ліфс».

## Статистика
| 1926–27         | «Іроквой Фоллс Ескімос» | ПОХА            | —   | —  | —  | —  | —   | — | —  | — | —  | — |
| 1926–27         | «Іроквой Фоллс Ескімос» | МК              | —   | —  | —  | —  | —   | 6 | 15 | 3 | 18 | 8 |
| 1927–28         | «Форт-Вільям Фортс»     | ТБСХЛ           | 20  | 12 | 5  | 17 | 81  | 2 | 0  | 0 | 0  | 2 |
| 1928–29         | «Віндзор Бульдогс»      | Кан-Про         | 20  | 3  | 1  | 4  | 29  | — | —  | — | —  | — |
| 1929–30         | «Торонто Мейпл-Ліфс»    | НХЛ             | 1   | 0  | 0  | 0  | 0   | — | —  | — | —  | — |
| 1929–30         | «Лондон Пентерс»        | ІХЛ             | 12  | 1  | 0  | 1  | 29  | — | —  | — | —  | — |
| 1929–30         | «Торонто Мілліонерс»    | ІХЛ             | 25  | 2  | 7  | 9  | 5   | — | —  | — | —  | — |
| 1929–30         | «Галт Тер'єрс»          | Кан-Про         | 1   | 0  | 0  | 0  | 0   | — | —  | — | —  | — |
| 1929–30         | «Брантфорд Індіанс»     | Кан-Про         | 8   | 0  | 1  | 1  | 2   | — | —  | — | —  | — |
| 1930–31         | «Піттсбург Єлоуджакетс» | ІХЛ             | 4   | 0  | 0  | 0  | 8   | — | —  | — | —  | — |
| 1930–31         | «Клівленд Індіанс»      | ІХЛ             | 38  | 2  | 3  | 5  | 34  | 6 | 0  | 1 | 1  | 0 |
| 1931–32         | «Сірак'юс Старс»        | ІХЛ             | 46  | 4  | 5  | 9  | 54  | — | —  | — | —  | — |
| 1933–34         | «Нью-Гейвен Іглс»       | Кан-Ам          | 39  | 7  | 8  | 15 | 51  | — | —  | — | —  | — |
| 1934–35         | «Нью-Гейвен Іглс»       | Кан-Ам          | 44  | 13 | 11 | 24 | 32  | — | —  | — | —  | — |
| 1935–36         | «Спрингфілд Індіанс»    | Кан-Ам          | 42  | 6  | 9  | 15 | 33  | 3 | 0  | 0 | 0  | 8 |
| 1936–37         | «Спрингфілд Індіанс»    | ІАХЛ            | 45  | 1  | 9  | 10 | 77  | 5 | 1  | 0 | 1  | 4 |
| 1937–38         | «Спрингфілд Індіанс»    | ІАХЛ            | 43  | 5  | 5  | 10 | 2   | — | —  | — | —  | — |
| Усього в Кан-Ам | Усього в Кан-Ам         | Усього в Кан-Ам | 125 | 26 | 28 | 54 | 116 | 3 | 0  | 0 | 0  | 8 |
| Усього в ІХЛ    | Усього в ІХЛ            | Усього в ІХЛ    | 125 | 9  | 15 | 24 | 130 | 6 | 0  | 1 | 1  | 0 |
| Усього в НХЛ    | Усього в НХЛ            | Усього в НХЛ    | 1   | 0  | 0  | 0  | 0   | — | —  | — | —  | — |